# Маркліт
Маркліт — гідратований мінерал, карбонат міді, названий на честь Грегора Маркла, німецького мінералога з Тюбінгенського університету. Маркл знайшов типовий зразок маркліту у відвалах копальні «Фрідріх-Крістіан» в горах Шварцвальд на південному заході Німеччини. Маркл спеціалізується на петрології та геохімії земної кори, а також вивчав гідротермальні рудні родовища району Шварцвальд. Якуб Плашил з Інституту фізики Академії наук Чеської Республіки та його колеги визначили його структуру.
Кристали маркліту — це довгі, тонкі лопаті, довжина яких досягає 0,2 мм. Мінерал хімічно схожий на джорджеїт, клараїт, купроартиніт, азурит та малахіт.
Мінерал виявлений в рамках проєкту «Carbon Mineral Challenge».

## Місця знаходження
Німеччина: копальня «Фрідріх-Крістіан», долина Вільдшапбах, Шапбах, Шварцвальд, Баден-Вюртемберг.